# Överhovstallmästare

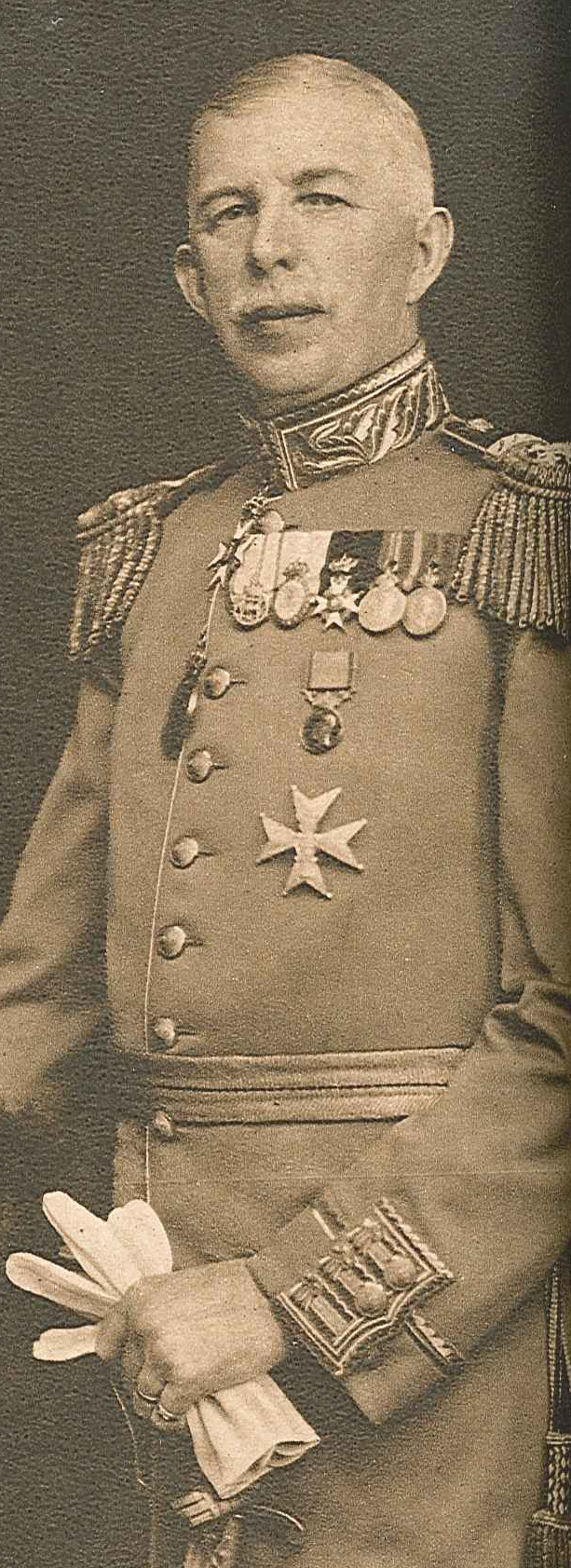
Hans Ramel, överhovstallmästare 1932-1957

Överhovstallmästare var titeln på hovfunktionär som innehade en av de allra förnämsta rangplatserna vid det kungliga hovet i Sverige. Honom tillkom högsta uppsikten över hovstallstaten, men denna styrdes dock närmast av förste hovstallmästaren, och han var en tid chef för stuteriväsendet i riket, därvidlag efterträdande den forne riksstallmästaren i en del av dennes åligganden. Ämbetet avskaffades vid utgången av 1969.

## Lista över överhovstallmästare
Listan är ofullständig
- 1763-1769: Johan Henrik Sparfvenfeldt
- 1769-1772: Jakob Wattrang
- 1772-1791: Greve Adolf Fredrik Lewenhaupt
- 1791-1818: Greve Gustaf Lewenhaupt
- 1818: Greve Claes Rålamb
- 1856-1859: Friherre Ferdinand Braunerhielm
- 1860-1874: Greve Gustaf von Essen
- 1875-1885: Rudolf Tornérhjelm
- 1885-1888: Greve Carl Björnstjerna
- 1888-1908: Greve Alfred Piper
- 1908-1912: Greve Gustaf Gyldenstolpe
- 1912-1931: Friherre Fredrik Wrangel
- 1932-1957: Friherre Hans Ramel